# Museumshafen Lübeck

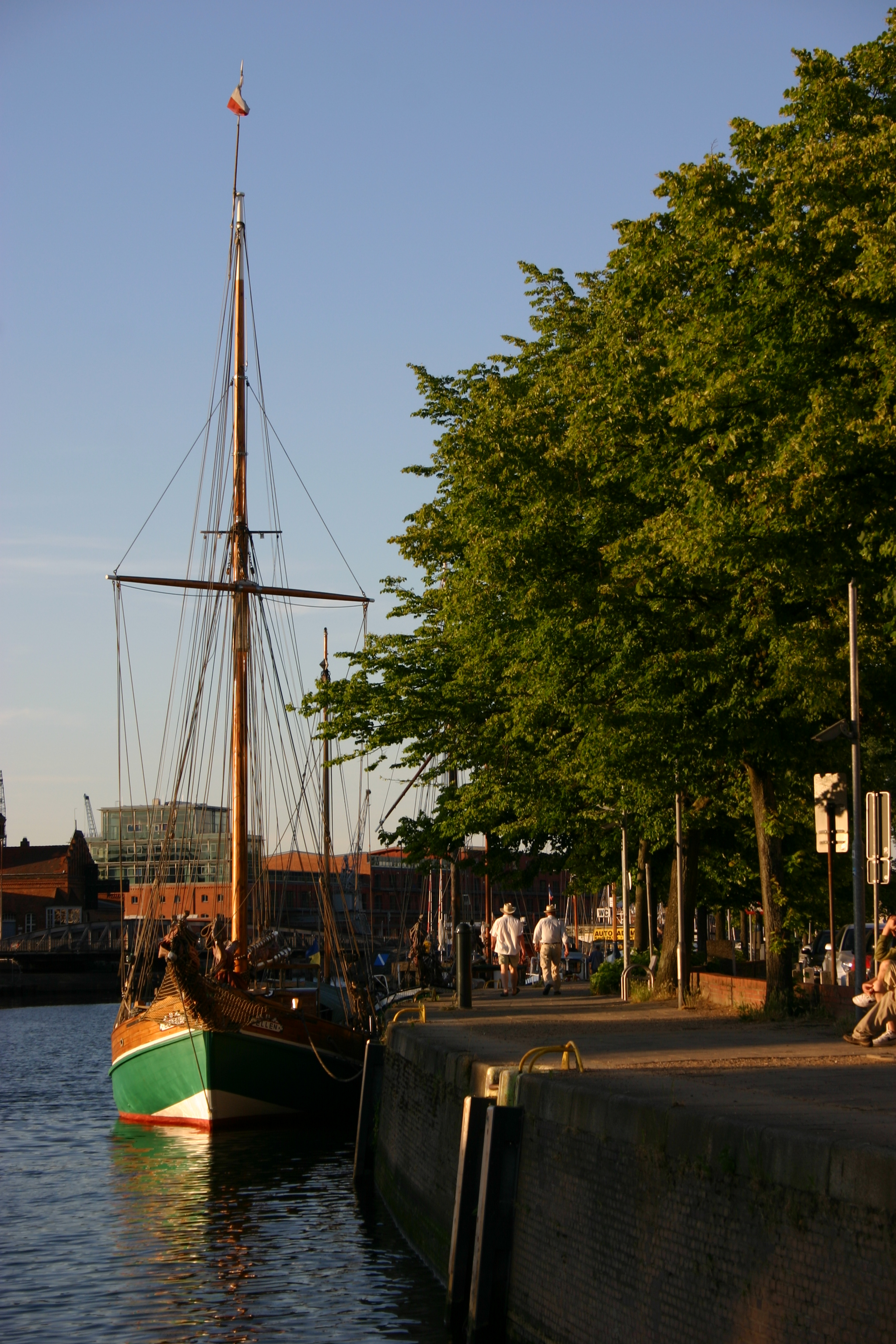
Lübecker Museumshafen

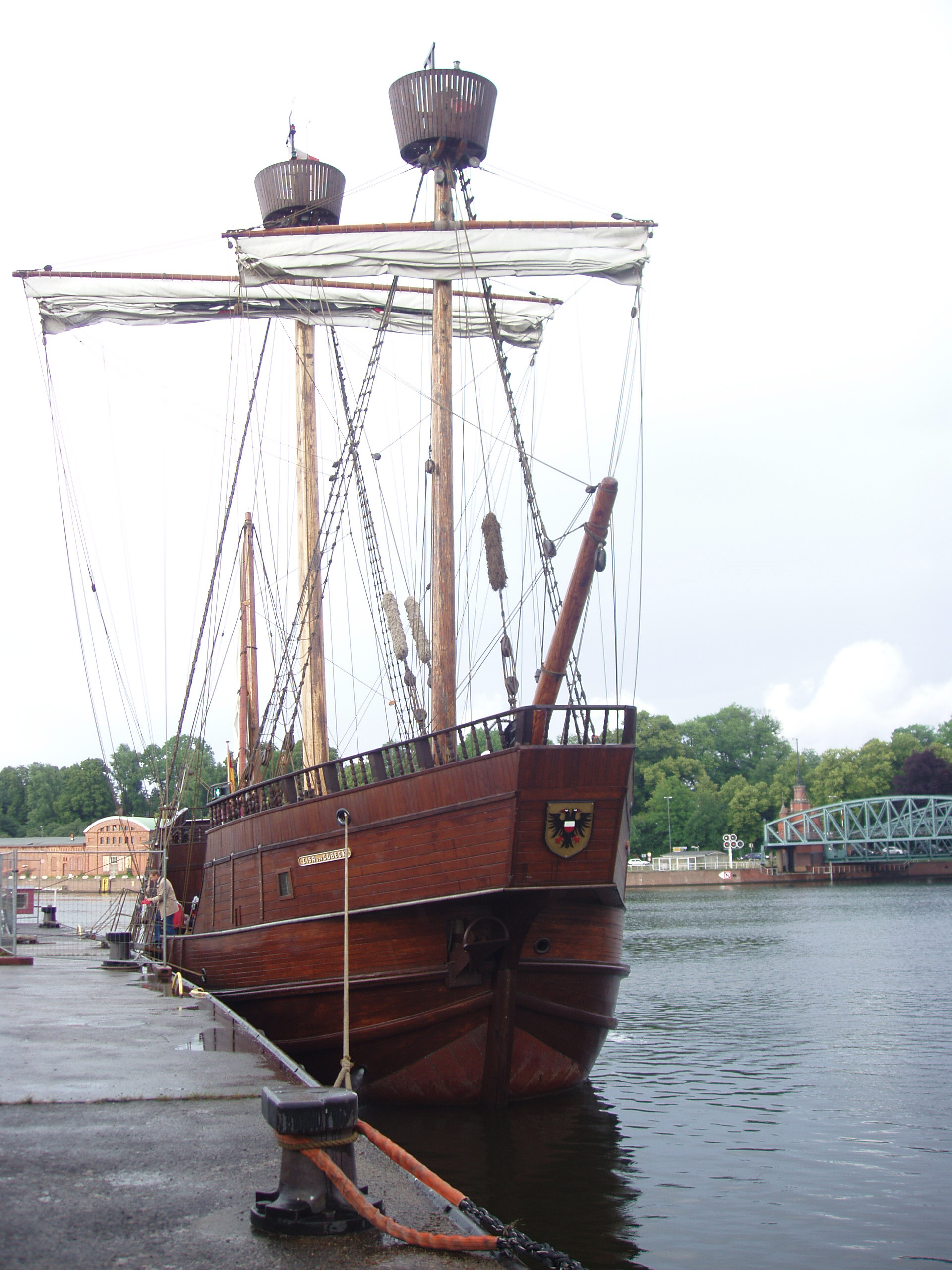
Bug der Lisa von Lübeck im Museumshafen (2007)

Der Museumshafen Lübeck liegt am Wenditzufer (bzw. An der Untertrave) direkt am nordwestlichen Rand der Lübecker Altstadtinsel, eigentlich im Holstenhafen zwischen der denkmalgeschützten Drehbrücke an der Engelsgrube und der Musik- und Kongresshalle Lübeck. Zur Winterzeit, wenn die Oldtimer aufliegen, ist dieser innere Museumshafen am stärksten frequentiert. Neben vielen alten ostseetypischen Lastenseglern gehören auch ein Baggerschiff und ein Schlepper zum Bestand. Im Sommer liegen viele Museumsschiffe, bedingt durch die störanfällige Drehbrücke, jedoch jenseits und nördlich davon bevorzugt im äußeren Museumshafen, dem Hansahafen, direkt vor den Media Docks auf der Wallhalbinsel.

## Museumsschiffe
Bekanntere Museumsschiffe mit Heimathafen in Lübeck sind:
- Betty (CK-145), Austernkutter
- Aglaia (New Colin Archer 40)[1]
- Brigitte
- Die Zwillinge
- Ellen
- Fehmarnbelt, Feuerschiff
- Fortuna
- Fridthjof (gesunken 9. März 2024, gehoben und verschrottet 25. März 2024)[2][3]
- Hansine, Haikutter
- Hauke Haien, benannt nach dem fiktiven Deichgraf Hauke Haien
- Königin Wilhelmina
- Krik Vig, Gaffelschoner
- Krista Rud, Stagsegelschoner
- Lene
- Lisa von Lübeck, Kraweelnachbau
- Mathilde
- Norden
- Sawa
- Sirius
- Solvang

Der Verein besitzt auch Nutzfahrzeuge:
- Titan, Motorschlepper (MS)
- Wels, Eimerkettenbagger (EKB)
- Tender, Festmacherboot

Lübecks größtes Museumsschiff, die Viermastbark Passat, liegt allerdings am Priwall-Ufer in Lübeck-Travemünde.

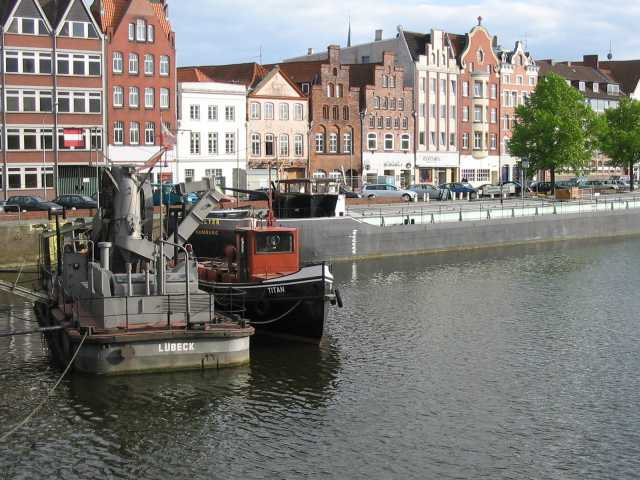
Kettenbagger Wels und Motorschlepper Titan
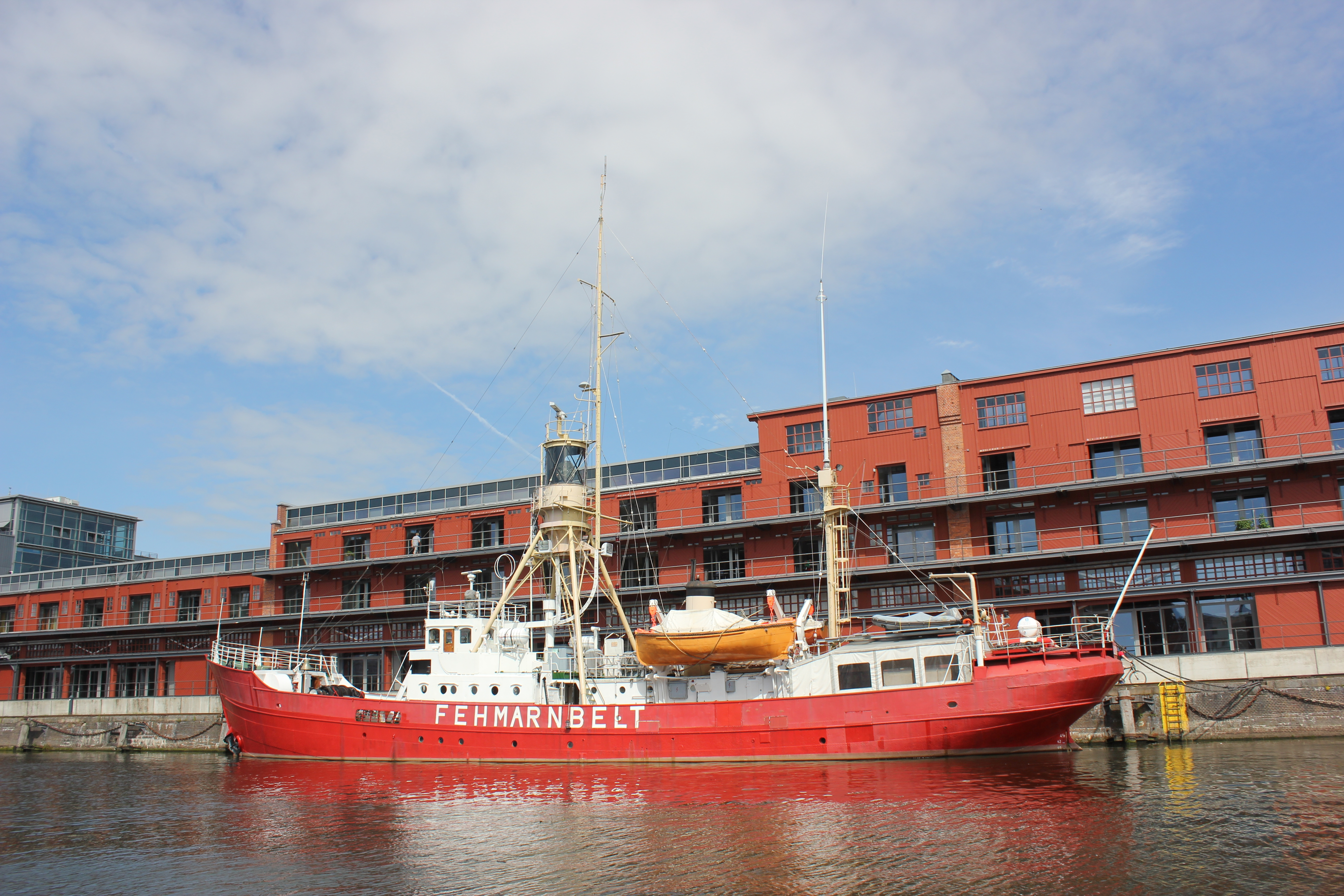
Feuerschiff Fehmarnbelt im Museumshafen Lübeck
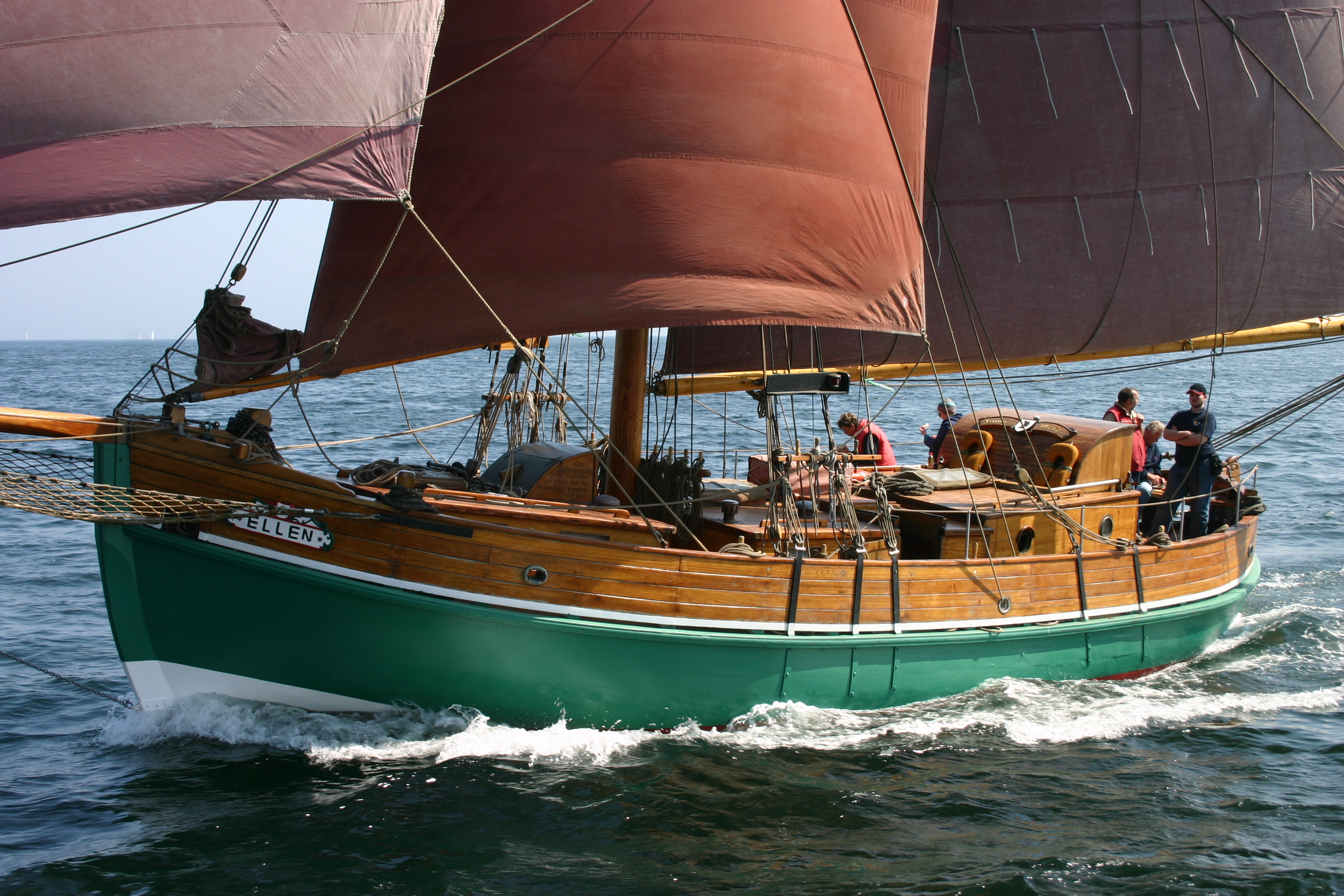
Ellen unter vollen Segeln
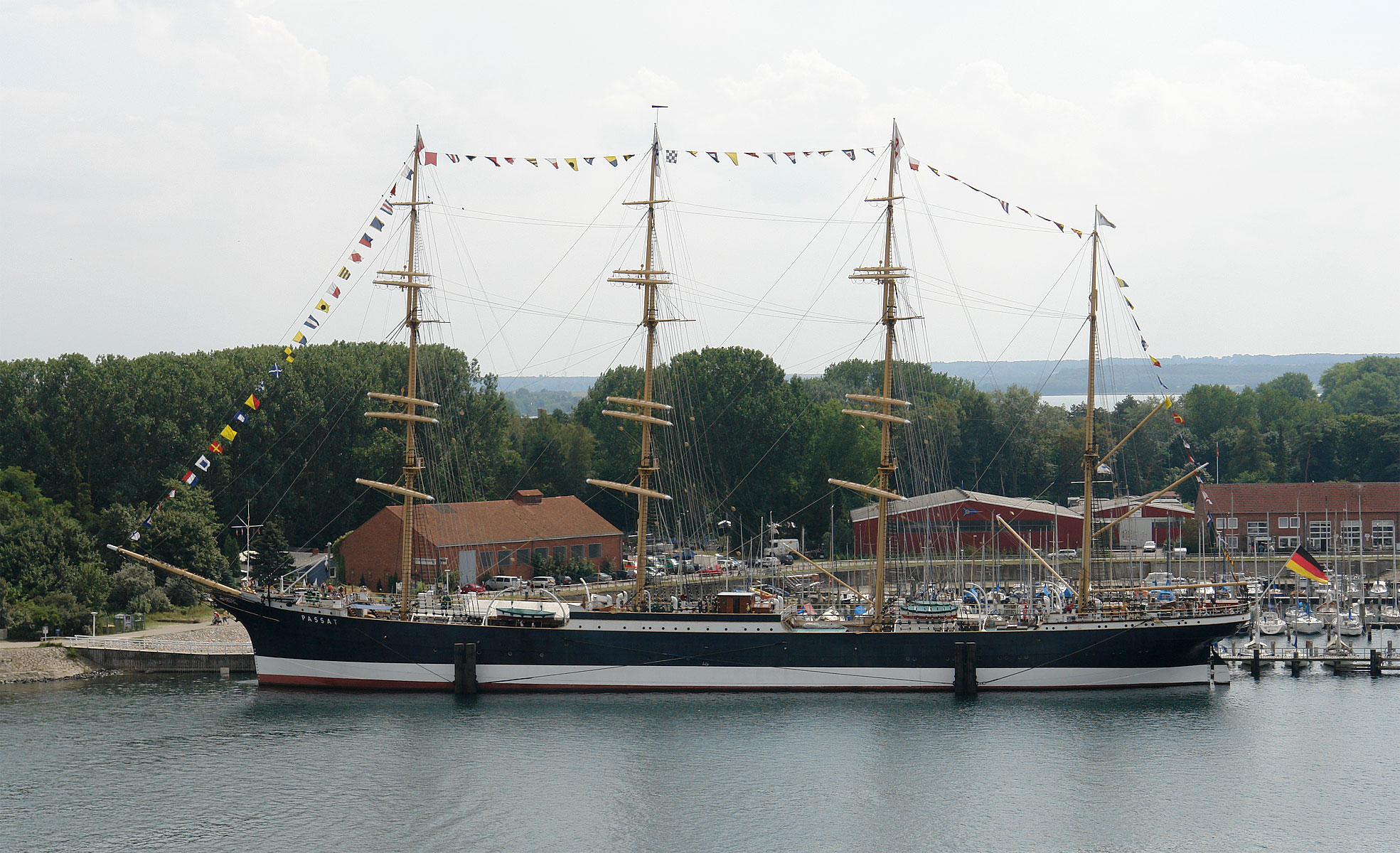
Viermastbark Passat in Travemünde
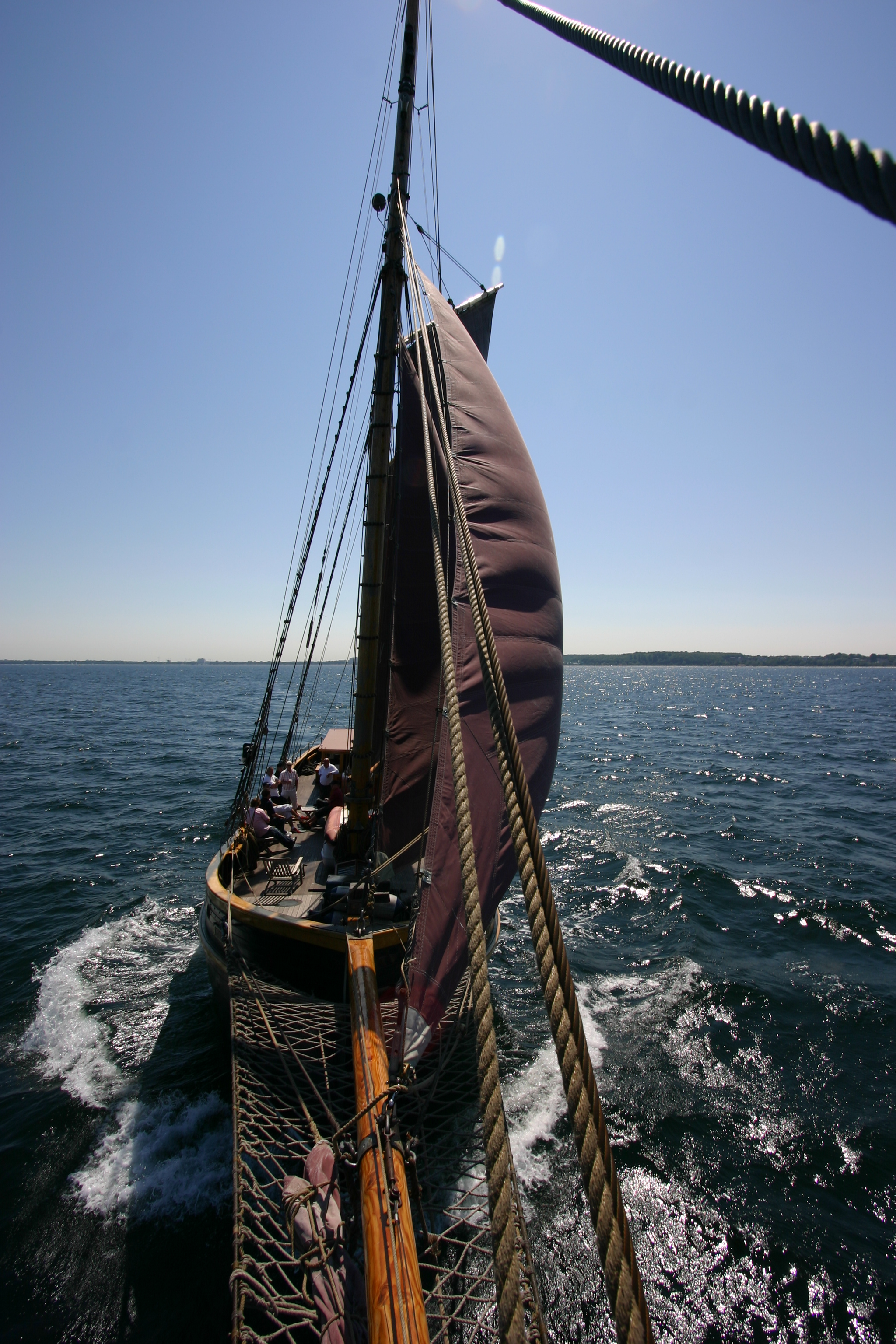
Krik Vig am Wind vor Timmendorfer Strand
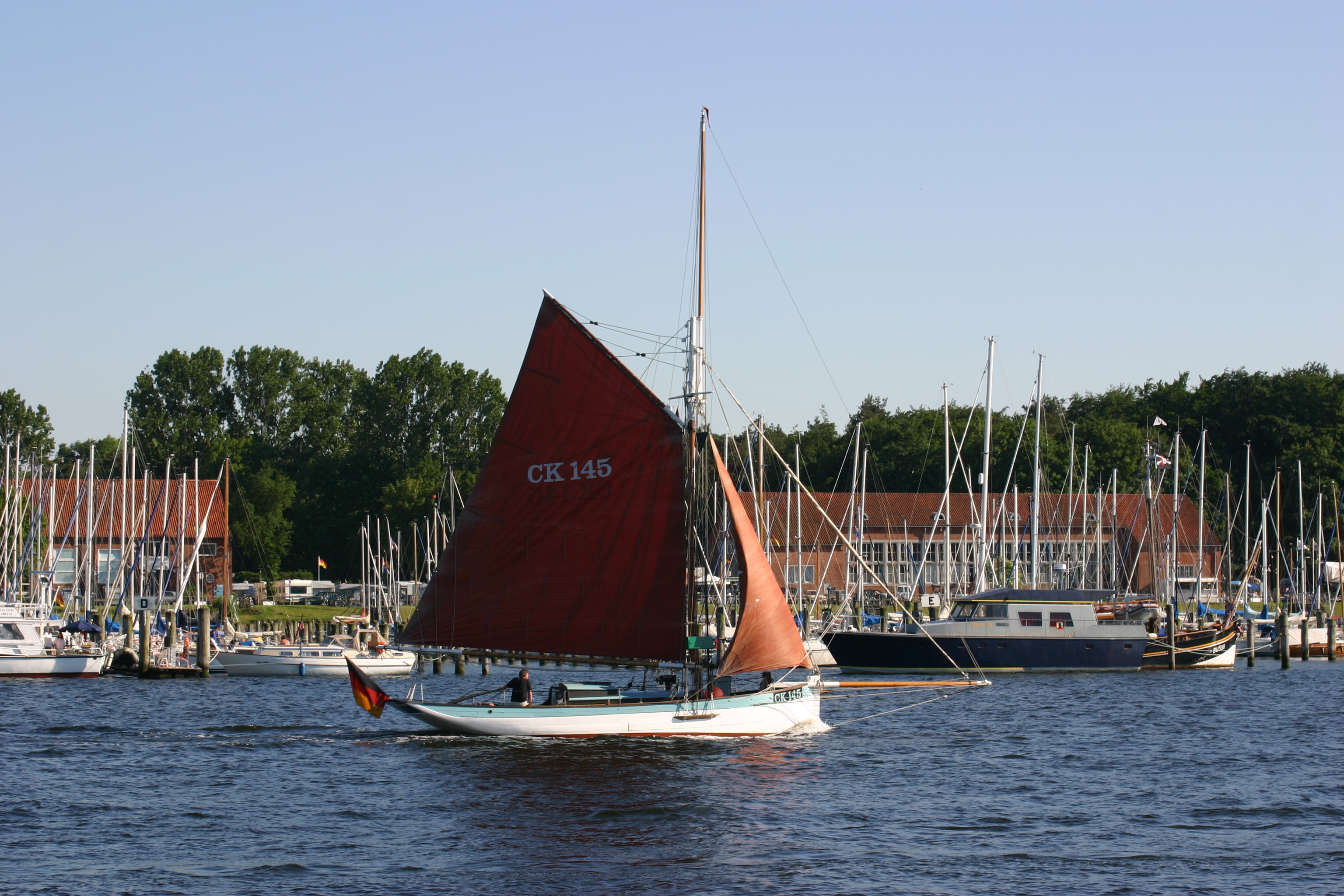
Austernkutter Betty CK-145
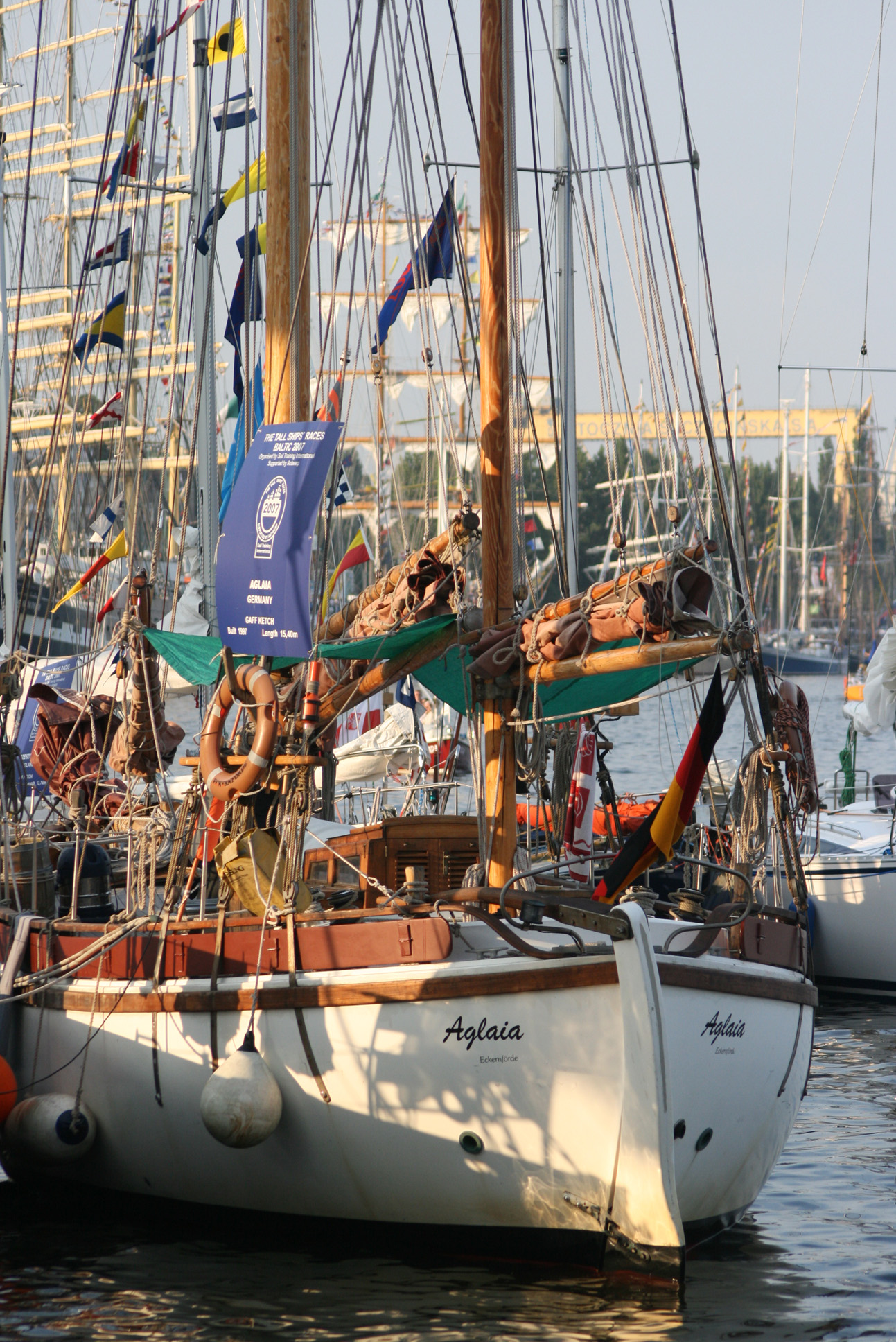
Die Aglaia auf dem TalllShipsRace

## Belege
1. ↑  Willkommen auf der Homepage der Aglaia
2. ↑  , Fridthjof am Schuppen 9 versunken
3. ↑  , Die letzte Reise der Fridthjof

Koordinaten: 53° 52′ 19,1″ N, 10° 40′ 54,3″ O